# 24. april
24. april er dag 114 i året i den gregorianske kalender (dag 115 i skudår). Der er 251 dage tilbage af året.
- Dagens navn: Albertus, efter bøhmisk fyrstesøn Albrecht eller Adalbert (ca. 956 - 23. april 997), der bliver valgt som biskop i Prag.
- Også: Sankt Markus' dag efter evangelisten Markus.

### Begivenheder
Født - Dødsfald
- 1061 - Halleys komet ses som et varsel om den kommende invasion af England.
- 1800 - Library of Congress grundlægges som forskningsbibliotek for den amerikanske kongres.
- 1868 - Byen Esbjerg grundlægges gennem Lov af 24. april 1868 til anlæggelse af havn samt jernbane.[1]
- 1877 - Rusland erklærer krig mod det Osmanniske Rige, hvilket indleder den seneste russisk-tyrkiske krig.
- 1886 - Der opdages olie i Mellemøsten. Den første kilde springer på den ægyptiske bred af Rødehavet.
- 1903 - Mellemskoleeksamen indføres.
- 1931 - I Tyrkiet opnår alle kandidater, som er opstillet af Kemal Atatürks parti, valg til parlamentet.
- 1949 - Sukkerrationeringen i England ophæves.
- 1953 - Winston Churchill udnævnes til Knight of the Garter.
- 1961 - General de Gaulle beordrer blokade mod Algier.
- 1961 - Det svenske orlogsskib Vasa, der sank på jomfrurejsen i 1628, bjærges i Stockholms havn.
- 1964 - Skulpturen Den Lille Havfrue ved Langelinie i København har i nattens mulm mistet sit hoved. Sagen efterforskes af politiets drabsafdeling.
- 1967 - Kosmonauten Vladimir Komarov omkommer, da han styrter til jorden med Sojuz 1.
- 1975 - Tyske terrorister fra Baader-Meinhof-gruppen dræber to gidsler på den vesttyske ambassade i Stockholm og sprænger bygningen i luften.
- 1976 - Det islamiske Europaråd i London tager afstand fra Jens Jørgen Thorsens Jesus-filmprojekt.
- 1988 - I første runde ved præsidentvalget i Frankrig vinder François Mitterrand klart over Jacques Chirac.
- 1990 - Det avancerede Hubble-teleskop (pris: 10 mia. kr) sendes i kredsløb om Jorden af rumfærgen Discovery fra Kennedy Space Center.
- 1998 - Lønmodtagerne stemmer nej til overenskomstforslaget, hvilket starter en hamstringsbølge, der bl.a. tømmer alle forretninger for gær.
- 2001 - Ericsson og Sony danner verdens største mobiltelefon-alliance.
- 2004 - De cypriotiske vælgere stemmer om genforening af den delte ø. Den nordlige, tyrkiske del stemmer ja, mens den sydlige græske del (på trods af moderat pres fra EU) siger nej til et samlet Cypern.
- 2005 - Pave Benedikt 16. bliver formelt indsat som den katolske kirkes 265. pave.
- 2008 - Folketinget godkender Lissabon-traktaten.

### Født
- 1533 - Vilhelm den tavse, nederlandsk uafhængighedsleder (død 1584).
- 1628 - Sophie Amalie af Braunschweig-Lüneburg, dansk dronning (død 1685).
- 1721 - Johann Philipp Kirnberger, tysk komponist (død 1783).
- 1815 - Anthony Trollope, engelsk forfatter (død 1882).
- 1845 - Carl Spitteler, schweizisk digter og modtager af Nobelprisen i litteratur (død 1924).
- 1856 - Philippe Pétain, fransk soldat og statsmand (død 1951).
- 1876 - Erich Raeder, tysk admiral (død 1960).
- 1881 - Harald Giersing, dansk maler (død 1927).
- 1904 - Willem de Kooning, amerikansk kunstmaler (død 1997).
- 1906 - William Joyce, amerikansk fascist (død 1946).
- 1908 - Józef Gosławski, polsk billedhugger (død 1963).
- 1910 - Erik Seidenfaden, dansk journalist, korrespondent og avisredaktør (død 1990).
- 1920 - Jørgen Clevin, dansk pædagog, tegner, forfatter og tv-vært (død 1993).
- 1922 - Pol Bury, belgisk multikunstner (død 2005).
- 1926 - Thorbjörn Fälldin, svensk politiker og tidligere statsminister (død 2016).
- 1931 - David Favrholdt, dansk prof.emer., dr.phil. (død 2012).
- 1934 - Shirley MacLaine, amerikansk skuespiller.
- 1937 - Joe Henderson, amerikansk jazzsaxofonist (død 2001).
- 1938 - Jan Lindhardt, dansk biskop (død 2014).
- 1942 - Barbra Streisand, amerikansk sanger og skuespillerinde.
- 1944 - Niels Steen Gundestrup, dansk polarforsker (død 2002).
- 1947 - Josep Borrell, spansk politiker, tidligere formand for Europa-Parlamentet og EU's udenrigschef.
- 1947 - Roger D. Kornberg, amerikansk biolog, biokemiker og modtager af Nobelprisen i kemi.
- 1952 - Jean-Paul Gaultier, fransk modedesigner.
- 1953 - Henrik Berlau, dansk fagforeningsleder og tidligere folketingsmedlem.
- 1954 - Pia Rosenbaum, dansk skuespillerinde.
- 1955 - Klaus Riskær Pedersen, dansk iværksætter og tidligere politiker.
- 1956 - Steen Pade, dansk komponist og rektor.
- 1957 - Lars Physant, dansk maler.
- 1962 - Benn Q. Holm, dansk forfatter.
- 1972 - Anne Dorthe Tanderup, dansk håndboldspiller.
- 1978 - Jesper Christiansen, dansk fodboldspiller.
- 1982 - Kelly Clarkson, amerikansk sangerinde.
- 1984 - Frans Nielsen, dansk ishockeyspiller.
- 1992 - Sofie Junge Pedersen, dansk fodboldspiller.

### Dødsfald
- 1656 - Thomas Fincke, dansk matematiker (født 1561).
- 1731 - Daniel Defoe, engelsk forfatter (født 1660).
- 1939 - Louis Trousselier, fransk cykelrytter (født 1881).
- 1942 - Karin Boye, svensk forfatter (født 1900).
- 1942 - Lucy Maud Montgomery, canadisk forfatter (født 1874).
- 1944 - M.P. Friis, dansk embedsmand og statsminister (født 1857).
- 1959 - Paul Sarauw, dansk manuskriptforfatter (født 1883).
- 1964 - Gerhard Domagk, tysk læge og modtager af Nobelprisen i medicin (født 1895).
- 1967 - Vladimir Komarov, sovjetisk kosmonaut (født 1927).
- 1974 - Bud Abbott, amerikansk komiker og skuespiller (født 1895).
- 1974 - Franz Jonas, østrigsk politiker og forbundspræsident (født 1899).
- 1977 - Ole Monty, dansk skuespiller (født 1908).
- 1982 - Sigrid Horne-Rasmussen, dansk skuespiller (født 1915).
- 1993 - Oliver Tambo, sydafrikansk frihedskæmper og politiker (født 1917).
- 2004 - Estée Lauder, amerikansk grundlægger af kosmetikfirma (født 1906).
- 2004 - Mogens Hansen, dansk journalist og hofreporter (født 1937).
- 2005 - Ezer Weizman, israelsk præsident (født 1924).
- 2010 - Willard Wirtz, amerikansk poliker og juraprofessor (født 1912).